# Schlacht von Edessa
Mesiche – Edessa – Satala – Maranga – Dara – Melitene – Solachon – Jerusalem – Konstantinopel – Ninive
Die Schlacht von Edessa fand 260 zwischen den Heeren des Römischen Reichs unter dem Befehl des Kaisers Valerian und des persischen Sassanidenreichs unter Großkönig Schapur I. statt. Die Römer wurden vernichtend  geschlagen, während die Perser nur geringe Verluste hinnehmen mussten.
Im Vorfeld der Schlacht war Schapur mehrfach tief in römisches Territorium eingefallen, wobei Antiochia am Orontes in Syrien 253 oder 256 eingenommen und geplündert worden war. Um die persischen Übergriffe zu vergelten, zog Valerian persönlich mit einer angeblich 70.000 Mann starken Armee einschließlich der Prätorianergarde gegen Schapur ins Feld. Nach anfänglichen Erfolgen – es gelang den Römern zunächst, die syrischen Provinzen zu sichern – kam es in der weiten Tiefebene zwischen Carrhae und Edessa in Nordmesopotamien im Frühsommer 260 zur Schlacht.
Das römische Heer erlitt dabei eine katastrophale Niederlage gegen die vornehmlich aus schwerer Kavallerie bestehende persische Armee, wobei Kaiser Valerian während oder nach der Schlacht in Gefangenschaft geriet – ein einmaliges und für die Römer äußerst demütigendes Ereignis, das Schapur in seinem Tatenbericht (sogenannte res gestae divi Saporis in Griechisch, Mittelpersisch und Parthisch) in Naqsch-e Rostam sowie auf weiteren Felsreliefs (wie bei Bischapur) festhielt:
Im dritten Feldzug, als wir gegen Karrhai und Edessa vorstießen und Karrhai und Edessa belagerten, da marschierte Kaiser Valerian gegen uns, und es war mit ihm eine Heeresmacht von 70.000 Mann. Und auf der jenseitigen Seite von Karrhai und Edessa hat mit Kaiser Valerian eine große Schlacht für Uns stattgefunden, und Wir nahmen Kaiser Valerian mit eigenen Händen gefangen und die Übrigen, den Prätorianerpräfekten und Senatoren und Offiziere, alle welche auch immer Führer jener Heeresmacht waren, alle diese ergriffen Wir mit den Händen und deportierten sie in die Persis.
Der Kaiser und die überlebenden Römer, darunter der Prätorianerpräfekt Successianus, wurden von Schapur in das Sassanidenreich verschleppt. Lactantius zufolge demütigte der Großkönig seinen unterlegenen Rivalen, indem er ihn als menschlichen Fußschemel beim Besteigen seines Pferdes benutzte. Nach der persischen Überlieferung wurden römische Ingenieure und Zwangsarbeiter in den Südwestiran abkommandiert, wo sie den Staudamm Band-e Kaisar in Schuschtar und die Brücke von Dezful errichteten.
Nach der Schlacht von Edessa brach die römische Orientverteidigung vorübergehend zusammen. Schapur nahm mehrere Städte ein, vor allem wurde Antiochia ein weiteres Mal geplündert. Den Feldherren Macrianus und Ballista gelang es aber offenbar, die verbliebenen römischen Truppen zu sammeln und Schapur bei Korykos zu schlagen. Die Perser zogen sich daraufhin hinter den Euphrat zurück. Macrianus ließ dann aber seine Söhne Macrianus Minor und Quietus zu Kaisern ausrufen und wandte sich gegen den legitimen Kaiser Gallienus, den Sohn Valerians; er fand samt seinen Söhne den Tod. Nachdem der palmyrenische Fürst Septimius Odaenathus 261 Quietus und Ballista in Emesa besiegt hatte und seine Gespräche mit den Sassaniden ergebnislos verlaufen waren, übernahm er als Stellvertreter des Kaisers die Führung der verbliebenen römischen Truppen im Osten. Nominell in Gallienus’ Auftrag überraschte Odaenathus die persischen Truppen auf dem Rückmarsch, schlug sie und drang in der Folgezeit sogar kurz bis Ktesiphon vor, ohne jedoch Valerian befreien zu können – der Kaiser starb in Gefangenschaft. Aufgrund der Niederlage gegen Odaenath sowie Problemen an ihrer Ostgrenze konnten die Sassaniden den Sieg bei Edessa letztlich nicht ausnutzen, auch wenn Schapur seinen Erfolg propagandistisch ausschlachtete. Es sollte aber noch über 20 Jahre dauern, bis die Römer unter Kaiser Carus 282 wieder gegen die Perser in die Offensive gehen konnten.